# После прочтения сжечь
«По́сле прочте́ния сжечь» (англ. Burn After Reading) — чёрная комедия братьев Коэн, премьера которой прошла на Венецианском кинофестивале 2008 года. Премьера в России состоялась 2 октября 2008 года. Главные роли в фильме исполнили Джордж Клуни, Фрэнсис Макдорманд, Джон Малкович, Тильда Суинтон и Брэд Питт.

## Сюжет
Аналитик из ЦРУ Осборн (Оззи) Кокс (Джон Малкович), после того как его понижают в должности из-за предполагаемой алкогольной зависимости, увольняется и решает начать писать мемуары. Узнав об этом, его жена Кэти (Тильда Суинтон) видит в этом шанс подать на развод и продолжить интрижку с Гарри Пфаррером (Джордж Клуни), женатым сотрудником казначейства США с параноидальными наклонностями. По наставлению своего адвоката Кэти копирует и передает цифровые банковские счета и другие файлы секретарю адвоката, включая мемуары Оззи. Помощница адвоката копирует все файлы на компьютерный диск, который случайно оставляет в раздевалке тренажёрного зала. Диск попадает в руки чудаковатого персонального тренера Чеда Фельдхаймера (Бред Питт) и его коллеги Линды Литцке (Фрэнсис Макдорманд). Они ошибочно полагают, что на диске содержится государственно важная информация.
Чед разрабатывает план по возвращению диска Оззи за денежное вознаграждение, в свою очередь Линда жаждет получить деньги на пластическую операцию. После телефонного звонка и последующей встречи Осборн приходит в ярость. Чед и Линда пытаются продать диск Посольству России, встретившись там с чиновником. 
Всё более неадекватное и непредсказуемое поведение Осборна побуждает Кэти сменить замки в их доме и предложить Гарри переехать к ней. Гарри регулярно встречается с женщинами, с которыми знакомится по интернету. По совпадению он знакомится и начинает встречаться с Линдой.
Пообещав русским больше файлов, Линда убеждает Чеда проникнуть в дом Коксов и выкрасть файлы с компьютера Осборна. Убедившись, что Кэти и Гарри покинули дом, Чед пробирается внутрь и исследует его до тех пор, пока Гарри внезапно не возвращается обратно. Чед прячется в шкафу спальни. Гарри случайно обнаруживает Фельдхаймера, испугавшись производит выстрел и убивает Чеда. Обыскав его, он подозревает что именно Чед был шпионом, следившим за ним ранее.
Тем временем в штаб-квартире ЦРУ Палмер Смит (Дэвид Раш), бывший начальник Осборна, и более высокопоставленный сотрудник ЦРУ (Дж. К. Симмонс) узнают, что мемуары Осборна были переданы российскому посольству. Они недоумевают, потому что информация не имеет значения и мотивы преступника неизвестны. Агент, следящий за Гарри, наблюдал, как тот сбрасывает тело Чеда в реку. Директор, не зная о личности Чеда, приказывает сжечь тело и продолжать следить за всеми участниками этой странной истории.
Гарри и Кэти ссорятся, и, выбегая из дома, Гарри замечает мужчину, преследующего его последние несколько дней. Гарри хватает шпиона, и тот признаётся, что работает на «Такман Марш», юридическую фирму, которую наняла жена Гарри Сэнди, чтобы развестись с ним. Опустошённый неожиданной информацией, Гарри идёт к Линде излить душу. Однако Линда жалуется что не может всё время выслушивать проблемы других и рассказывает о пропаже Чеда. Гарри соглашается помочь Линде с поиском, не подозревая, что он и убил Чеда.
Линда возвращается в посольство, полагая, что русские похитили Чеда, но они всё отрицают. Также они называют содержимое диска чушью и выводят Линду из посольства. Она идёт к Теду Треффону, добродушному менеджеру тренажёрного зала, который испытывает к ней безответные чувства. Линда умоляет его ей помочь, пробравшись в дом Коксов, чтобы собрать больше файлов с компьютера Осборна.
Гарри и Линда встречаются в парке. Гарри замечает мужчину, который, кажется, следит за ним. Линда узнаёт в нём мужчину, с которым встречалась ранее, но не говорит об этом Гарри. Когда Линда говорит адрес, куда ушёл Чед перед исчезновением, Гарри понимает, что Чед — это человек, которого он застрелил. Убеждённый, что Линда — шпионка и что все в парке ведут за ним слежку, он убегает в панике.
Осборн выясняет, что Кэти опустошила его банковские счета и врывается в дом, чтобы забрать алкоголь и свои вещи. Обнаружив Теда в подвале, Осборн стреляет в него и преследует его на улице, добивая топором.
Сцена нападения обрывается эпилогом в штаб-квартире ЦРУ. В кратком разговоре Палмера и Смита раскрываются детали того, чем всё закончилось. Сотрудник ЦРУ следящий за домом решил вмешаться в драку Теда и Осборна и выстрелил в бывшего аналитика, из-за чего тот впал в глубокую кому. Тэд не пережил нападение. Сбежавший Гарри был задержан в аэропорту при попытке улететь в Венесуэлу, страну, у которой нет договора об экстрадиции с США. Директор поручает Палмеру посадить Гарри на ближайший самолёт до Венесуэлы, чем утруждать себя последствиями его задержания. Линду задержали агенты ЦРУ, но она обещает хранить молчание и сотрудничать, если агентство оплатит ее пластические операции - директор соглашается.
Палмер и директор пытаются осознать произошедшие события, но не находят в произошедшем ни малейшего смысла. 
«Думаю, мы научились не делать этого снова», — говорит директор, не зная точно, что было сделано, и закрывает файл.

## В ролях
- Джордж Клуни — Гарри Пфаррер
- Фрэнсис Макдорманд — Линда Литцке
- Брэд Питт — Чед Фельдхаймер
- Джон Малкович — Осборн Кокс
- Тильда Суинтон — Кэти Кокс
- Ричард Дженкинс — Тед Треффон
- Элизабет Марвел — Сэнди Пфаррер
- Дэвид Раш — офицер ЦРУ Палмер Смит
- Дж. К. Симмонс — ЦРУ-шный начальник
- Олек Крупа — Иван Крапоткин
- Джеффри Деманн — пластический хирург
- Дермот Малруни — камео

## Создание
Это первый фильм братьев Коэн, начиная с фильма «Перекрёсток Миллера», в котором оператор не Роджер Дикинс. Его подменил Эммануэль Любецки («Дитя человеческое»).
Это также был первый фильм режиссеров со времен «Человек, которого не было», снятый по оригинальному сценарию Коэнов.
Хотя дом агента ЦРУ находится в Джорджтауне (Вашингтон, округ Колумбия), съёмки сцен фильма проходили в районе Бруклин-Хайтс, так как братья Коэн хотели оставаться в Нью-Йорке, чтобы быть со своей семьёй.[уточнить] Съёмки начались в августе 2007 года и закончились в начале ноября.
Действие фильма разворачивается в 2008 году. В фильме говорится, что жена Гарри — Сэнди Фаррер — нанимает контору «Такмен Марш». Эту же контору нанимает Джудит Гопник в следующем фильме братьев Коэн «Серьёзный человек», действие которого разворачивается в 1967.
Когда Чед и Линда бросаются в погоню за Коксом, Чед утверждает, что замок на велосипеде можно открыть обычной шариковой ручкой Bic. Имеется в виду получивший широкую огласку в американских СМИ скандал с фирмами Kensington и Kryptonite, которые долгое время считались стандартом велосипедных замков, но, как оказалось, открываются копеечной шариковой ручкой Bic.

## Анализ
Фильм снят братьями Коэнами по собственному сценарию. Режиссёры в очередной раз рисуют населённый идиотами мир тотального абсурда.
В этот раз мишенью коэновской сатиры становится не полицейский детектив (как в «Фарго»), а — по их собственному признанию — шпионский триллер в духе фильмов про Борна. Отличие от предыдущих фильмов Коэнов в том, что среди главных героев нет ни одного положительного, вызывающего симпатию персонажа. Это заставило некоторых критиков упрекнуть Коэнов в высокомерном безразличии к людям, своего рода свифтовской мизантропии.
«В этом фильме нет хороших парней. Одни слишком эмоциональны, у других не в порядке с головой», — заметил по этому поводу Джон Малкович. Характерна реакция Брэда Питта: «Когда мне сказали, что роль написана специально под меня, я не знал, чувствовать мне себя польщённым или оскорблённым». Не один критик высказывал предположение, что пара сотрудников ЦРУ, которая по сути никак не участвует в действии фильма, - это проекция самих Коэнов: скучающие повелители мира смотрят на глупости простых смертных. В финальном моменте фильма камера скользит в небо, как бы намекая, что злой умысел никуда не исчез. Вид сверху подчеркивает незначительность этой истории в мировом масштабе, но вместе с тем намекает на то, что эта ничтожность и составляет в итоге общую картину. Само происходящее нам демонстрируется с позиции более высокой силы.

## Награды и номинации
- 2009 — 2 номинации на премию «Золотой глобус»: лучший фильм — комедия или мюзикл, лучшая женская роль — комедия или мюзикл (Фрэнсис Макдорманд)
- 2009 — 3 номинации на премию BAFTA: лучшая мужская роль второго плана (Брэд Питт), лучшая женская роль второго плана (Тильда Суинтон), лучший оригинальный сценарий (Джоэл и Итан Коэн)
- 2009 — номинация на премию Гильдии сценаристов США за лучший оригинальный сценарий (Джоэл и Итан Коэн)
- 2008 — попадание в десятку лучших фильмов года по версии Национального совета кинокритиков США